# Altiapa pandora
Altiapa pandora is een vlinder uit de onderfamilie Satyrinae van de familie Nymphalidae.
De wetenschappelijke naam van de soort werd, als Platypthima pandora, voor het eerst geldig gepubliceerd in 1916 door James John Joicey & George Talbot.